# Hans Walther von Gemmingen
Hans Walther von Gemmingen (* um 1540/41; † 23. Februar 1591) war ein früher Vertreter der Linie Neckarzimmern/Bürg der Freiherren von Gemmingen. Er besaß Schloss Presteneck, das er um 1580 in seiner heutigen Form erbaut haben soll.

## Leben
Er war ein Sohn des Oppenheimer Burgmanns Eberhard von Gemmingen († 1572) aus dessen 1518 geschlossener ersten Ehe mit Barbara von Wolfskehl († 1545). Er besuchte die Lateinschule Gemmingen und war in pfälzischem Hofdienst und mit Pfalzgraf Wolfgang bei der Krönung von Kaiser Maximilian II. Im Jahr 1570 erscheint er außerdem im Gefolge des Deutschmeisters Georg Hund von Wenkheim bei der Begleitung von Erzherzogin Anna auf dem Weg von Speyer nach Nimwegen.
Sein Vater war Grundherr in Bürg, Widdern, Maienfels, Presteneck und Treschklingen. Der Vater verwaltete die Güter zunächst gemeinsam mit dem Sohn Eberhard (1527–1583). Hans Walther und sein Bruder Reinhard (1532–1598) traten jeweils nach ihrer Verheiratung in die über den Tod des Vaters hinausgeführte gemeinsame Güterverwaltung ein. 1582 kam es schließlich zur Erbteilung, wobei Hans Walther der Besitz in Presteneck zufiel, wo er schon um 1580 das Schloss Presteneck erneuert haben soll.
Er starb an Wassersucht und wurde in Neuenstadt am Kocher begraben. Seine Witwe wollte nach seinem Tod zu Verwandten an den Rhein ziehen, starb aber unterwegs und wurde an seiner Seite in Neuenstadt bestattet. Sein Erbe wurde 1598 aufgeteilt.

## Familie
Er heiratete 1576 Agnes von Altdorf genannt Wolfschlägerin († 1593). Der Ehe entstammten keine Nachkommen.